# 1983-as úszó-Európa-bajnokság
Az 1983-as úszó-Európa-bajnokságot Rómában, Olaszországban rendezték augusztus 20. és augusztus 27. között. Az Eb-n 38 versenyszámot rendeztek. 30-at úszásban, 4-et műugrásban, 3-at szinkronúszásban és egyet vízilabdában. A nőknél a programra került 4 × 200 m-es gyorsváltó.
Az NDK versenyzői az összes női versenyszámban aranyérmesek lettek, valamint az összes női egyéni versenyben az ezüstérmet is megszerezték.

## Éremtáblázat
(A táblázatban Magyarország és a rendező nemzet eltérő háttérszínnel kiemelve.)
| Helyezés | Nemzet         | Arany | Ezüst | Bronz | Összesen |
| 1.       | NDK            | 17    | 17    | 5     | 39       |
| 2.       | Szovjetunió    | 9     | 6     | 8     | 23       |
| 3.       | NSZK           | 4     | 3     | 8     | 15       |
| 4.       | Nagy-Britannia | 4     | 1     | 2     | 7        |
| 5.       | Olaszország    | 2     | 0     | 3     | 5        |
| 6.       | Svédország     | 1     | 1     | 0     | 2        |
| 7.       | Bulgária       | 1     | 0     | 1     | 2        |
| 8.       | Hollandia      | 0     | 3     | 6     | 9        |
| 9.       | Magyarország   | 0     | 3     | 0     | 3        |
| 10.      | Jugoszlávia    | 0     | 2     | 1     | 3        |
| 11.      | Spanyolország  | 0     | 1     | 1     | 2        |
| 12.      | Franciaország  | 0     | 1     | 0     | 1        |
| 13.      | Csehszlovákia  | 0     | 0     | 2     | 2        |
| 14.      | Románia        | 0     | 0     | 1     | 1        |
| Összesen | Összesen       | 38    | 38    | 38    | 114      |

## Érmesek

### Úszás
- WR – világrekord
- ER – Európa-rekord (európai versenyző által elért eddigi legjobb eredmény)

#### Férfi
| Versenyszám               | Arany                                                                                            | Arany      | Ezüst                                                                       | Ezüst    | Bronz                                                                                       | Bronz    |
| ------------------------- | ------------------------------------------------------------------------------------------------ | ---------- | --------------------------------------------------------------------------- | -------- | ------------------------------------------------------------------------------------------- | -------- |
| 100 m-es gyorsúszás       | Per Johansson · Svédország                                                                       | 50,20      | Jörg Woithe · NDK                                                           | 50,29    | Szergej Szmirjagin · Szovjetunió                                                            | 50,35    |
| 200 m-es gyorsúszás       | Michael Groß · NSZK                                                                              | 1:47,87 WR | Jörg Woithe · NDK                                                           | 1:50,18  | Thomas Fahrner · NSZK                                                                       | 1:50,92  |
| 400 m-es gyorsúszás       | Vlagyimir Szalnyikov · Szovjetunió                                                               | 3:49,80    | Borut Petrič · Jugoszlávia                                                  | 3:51,96  | Darjan Petrič · Jugoszlávia                                                                 | 3:52,60  |
| 1500 m-es gyorsúszás      | Vlagyimir Szalnyikov · Szovjetunió                                                               | 15:08,84   | Borut Petrič · Jugoszlávia                                                  | 15:14,54 | Stefan Pfeiffer · NSZK                                                                      | 15:16,85 |
|                           |                                                                                                  |            |                                                                             |          |                                                                                             |          |
| 100 m-es hátúszás         | Dirk Richter · NDK                                                                               | 56,10      | Vlagyimir Semetov · Szovjetunió                                             | 56,38    | Szergej Zabolotnov · Szovjetunió                                                            | 56,95    |
| 200 m-es hátúszás         | Szergej Zabolotnov · Szovjetunió                                                                 | 2:01,00    | Wladár Sándor · Magyarország                                                | 2:01,61  | Frank Baltrusch · NDK                                                                       | 2:02,46  |
|                           |                                                                                                  |            |                                                                             |          |                                                                                             |          |
| 100 m-es mellúszás        | Robertas Žulpa · Szovjetunió                                                                     | 1:03,32    | Adrian Moorhouse · Nagy-Britannia                                           | 1:03,37  | Gerald Mörken · NSZK                                                                        | 1:04,16  |
| 200 m-es mellúszás        | Adrian Moorhouse · Nagy-Britannia                                                                | 2:17,49    | Vermes Albán · Magyarország                                                 | 2:18,27  | Robertas Žulpa · Szovjetunió                                                                | 2:18,72  |
|                           |                                                                                                  |            |                                                                             |          |                                                                                             |          |
| 100 m-es pillangóúszás    | Michael Groß · NSZK                                                                              | 54,00 ER   | David López-Zubero · Spanyolország                                          | 54,77    | Alekszej Markovszkij · Szovjetunió                                                          | 54,81    |
| 200 m-es pillangóúszás    | Michael Groß · NSZK                                                                              | 1:57,05 WR | Szerhij Feszenko · Szovjetunió                                              | 1:59,74  | Paolo Revelli · Olaszország                                                                 | 1:59,84  |
|                           |                                                                                                  |            |                                                                             |          |                                                                                             |          |
| 200 m-es vegyesúszás      | Giovanni Franceschi · Olaszország                                                                | 2:02,48 ER | Jens-Peter Berndt · NDK                                                     | 2:02,95  | Josef Hladký · Csehszlovákia                                                                | 2:03,55  |
| 400 m-es vegyesúszás      | Giovanni Franceschi · Olaszország                                                                | 4:20,41 ER | Jens-Peter Berndt · NDK                                                     | 4:20,81  | Josef Hladký · Csehszlovákia                                                                | 4:23,52  |
|                           |                                                                                                  |            |                                                                             |          |                                                                                             |          |
| 4 × 100 m-es gyorsváltó   | Szovjetunió · Szergej Szmirjagin · Szergej Kraszjuk · Volodimir Tkacsenko · Alekszej Markovszkij | 3:20,89 ER | Svédország · Thomas Lejdström · Per Johansson · Per Holmertz · Per Wikström | 3:22,02  | NDK · Jörg Woithe · Dirk Richter · Rainer Sternal · Sven Lodziewski                         | 3:23,02  |
| 4 × 200 m-es gyorsváltó   | NSZK · Thomas Fahrner · Alexander Schowtka · Andreas Schmidt · Michael Groß                      | 7:20,40 WR | NDK · Dirk Richter · Jörg Woithe · Rainer Sternal · Sven Lodziewski         | 7:23,01  | Olaszország · Paolo Revelli · Marcello Guarducci · Raffaelle Franceschi · Fabrizio Rampazzi | 7:26,01  |
| 4 × 100 m-es vegyes váltó | Szovjetunió · Vlagyimir Semetov · Robertas Žulpa · Alekszej Markovszkij · Szergej Szmirjagin     | 3:43,99    | NSZK · Stefan Peter · Gerard Mörken · Michael Groß · Andreas Schmidt        | 3:44,79  | NDK · Dirk Richter · Sigurd Hanke · Andreas Ott · Jörg Woithe                               | 3:45,54  |

#### Női
| Versenyszám               | Arany                                                                 | Arany      | Ezüst                                                                                       | Ezüst   | Bronz                                                                                      | Bronz   |
| ------------------------- | --------------------------------------------------------------------- | ---------- | ------------------------------------------------------------------------------------------- | ------- | ------------------------------------------------------------------------------------------ | ------- |
| 100 m-es gyorsúszás       | Birgit Meineke · NDK                                                  | 55,18      | Kristin Otto · NDK                                                                          | 55,52   | Conny van Bentum · Hollandia                                                               | 56,61   |
| 200 m-es gyorsúszás       | Birgit Meineke · NDK                                                  | 1:59,45    | Astrid Strauss · NDK                                                                        | 2:00,16 | Conny van Bentum · Hollandia                                                               | 2:00,61 |
| 400 m-es gyorsúszás       | Astrid Strauss · NDK                                                  | 4:08,07 ER | Anke Sonnenbrodt · NDK                                                                      | 4:10,37 | Irina Laricseva · Szovjetunió                                                              | 4:12,90 |
| 800 m-es gyorsúszás       | Astrid Strauss · NDK                                                  | 8:32,12    | Anke Sonnenbrodt · NDK                                                                      | 8:37,72 | Sarah Hardcastle · Nagy-Britannia                                                          | 8:40,44 |
|                           |                                                                       |            |                                                                                             |         |                                                                                            |         |
| 100 m-es hátúszás         | Ina Kleber · NDK                                                      | 1:01,79    | Cornelia Sirch · NDK                                                                        | 1:02,46 | Carmen Bunacio · Románia                                                                   | 1:03,08 |
| 200 m-es hátúszás         | Cornelia Sirch · NDK                                                  | 2:12,05    | Katrin Zimmermann · NDK                                                                     | 2:13,36 | Larisza Gorcsakova · Szovjetunió                                                           | 2:14,41 |
|                           |                                                                       |            |                                                                                             |         |                                                                                            |         |
| 100 m-es mellúszás        | Ute Geweniger · NDK                                                   | 1:08,51 WR | Sylvia Gerasch · NDK                                                                        | 1:09,62 | Tanya Bogomilova · Bulgária                                                                | 1:10,77 |
| 200 m-es mellúszás        | Ute Geweniger · NDK                                                   | 2:30,64    | Sylvia Gerasch · NDK                                                                        | 2:30,67 | Olga Zelenkova · Szovjetunió                                                               | 2:33,10 |
|                           |                                                                       |            |                                                                                             |         |                                                                                            |         |
| 100 m-es pillangóúszás    | Ines Geißler · NDK                                                    | 1:00,31    | Cornelia Polit · NDK                                                                        | 1:00,92 | Cinzia Savi Scarpone · Olaszország                                                         | 1:01,37 |
| 200 m-es pillangóúszás    | Cornelia Polit · NDK                                                  | 2:07,82 ER | Ines Geißler · NDK                                                                          | 2:08,09 | Conny van Bentum · Hollandia                                                               | 2:12,87 |
|                           |                                                                       |            |                                                                                             |         |                                                                                            |         |
| 200 m-es vegyesúszás      | Ute Geweniger · NDK                                                   | 2:13,07    | Kathleen Nord · NDK                                                                         | 2:15,55 | Irina Geraszimova · Szovjetunió                                                            | 2:16,72 |
| 400 m-es vegyesúszás      | Kathleen Nord · NDK                                                   | 4:39,95    | Petra Schneider · NDK                                                                       | 4:40,34 | Petra Zindler · NSZK                                                                       | 4:47,90 |
|                           |                                                                       |            |                                                                                             |         |                                                                                            |         |
| 4 × 100 m-es gyorsváltó   | NDK · Kristin Otto · Susanne Link · Cornelia Sirch · Birgit Meineke   | 3:44,72    | Hollandia · Annemarie Verstappen · Wilma van Velsen · Elles Voskes · Conny van Bentum       | 3:48,24 | NSZK · Karin Seick · Susanne Schuster · Iris Zscherpe · Ina Beyermann                      | 3:49,86 |
| 4 × 200 m-es gyorsváltó   | NDK · Kristin Otto · Astrid Strauss · Cornelia Sirch · Birgit Meineke | 8:02,27 WR | NSZK · Jutta Kalweit · Birgit Kowalczyk · Petra Zindler · Ina Beyermann                     | 8:11,69 | Hollandia · Annemarie Verstappen · Jolande van de Meer · Reggie de Jong · Conny van Bentum | 8:12,41 |
| 4 × 100 m-es vegyes váltó | NDK · Ina Kleber · Ute Geweniger · Ines Geißler · Birgit Meineke      | 4:05,79 WR | Hollandia · Jolanda de Rover · Petra van Staveren · Annemarie Verstappen · Conny van Bentum | 4:12,78 | NSZK · Svenja Schlicht · Ute Hasse · Ina Beyermann · Karin Seick                           | 4:13,25 |

### Műugrás
Férfi
| Versenyszám         | Arany                           | Arany  | Ezüst                            | Ezüst  | Bronz                        | Bronz  |
| ------------------- | ------------------------------- | ------ | -------------------------------- | ------ | ---------------------------- | ------ |
| 3 m-es műugrás      | Petar Georgiev · Bulgária       | 619,80 | Nyikolaj Drosin · Szovjetunió    | 618,87 | Chris Snode · Nagy-Britannia | 610,17 |
| 10 m-es toronyugrás | David Ambarcumjan · Szovjetunió | 605,79 | Vjacseszlav Trosin · Szovjetunió | 563,31 | Steffen Haage · NDK          | 559,41 |

Női
| Versenyszám         | Arany                        | Arany  | Ezüst                                | Ezüst  | Bronz                        | Bronz  |
| ------------------- | ---------------------------- | ------ | ------------------------------------ | ------ | ---------------------------- | ------ |
| 3 m-es műugrás      | Britta Baldus · NDK          | 494,88 | Tatyjana Aljabeva · Szovjetunió      | 493,14 | Daphne Jongejans · Hollandia | 461,10 |
| 10 m-es toronyugrás | Alla Lobankina · Szovjetunió | 455,52 | Anzsela Sztaszjulevics · Szovjetunió | 448,56 | Ramona Wenzel · NDK          | 410,91 |

### Szinkronúszás
| Versenyszám | Arany                                         | Arany   | Ezüst                                    | Ezüst   | Bronz                                        | Bronz   |
| ----------- | --------------------------------------------- | ------- | ---------------------------------------- | ------- | -------------------------------------------- | ------- |
| Egyéni      | Carolyn Wilson · Nagy-Britannia               | 180,333 | Muriel Hermine · Franciaország           | 172,767 | Gudrun Hänisch · NSZK                        | 172,600 |
| Páros       | Nagy-Britannia · Amanda Dodd · Carolyn Wilson | 174,667 | NSZK · Gudrun Hänisch · Gerlind Scheller | 168,634 | Hollandia · Catrien Eijken · Marijke Engelen | 168,600 |
| Csapat      | Nagy-Britannia                                | 168,342 | Hollandia                                | 163,577 | NSZK                                         | 159,381 |

### Vízilabda
| Versenyszám | Arany       | Ezüst        | Bronz         |
| ----------- | ----------- | ------------ | ------------- |
| Férfi       | Szovjetunió | Magyarország | Spanyolország |